# NGC 3871
NGC 3871 est une vaste galaxie spirale relativement éloignée et située dans la constellation de la Grande Ourse. NGC 3871 a été découverte par l'astronome britannique John Herschel en 1831. Cette galaxie a aussi été observée par l'astronome français Stéphane Javelle le 11 juin 1896 et elle a été inscrite à l'Index Catalogue sous la cote IC 2959.

## Caractéristiques
Selon la base de données Simbad, NGC 3871 est une galaxie LINER, c'est-à-dire une galaxie dont le noyau présente un spectre d'émission caractérisé par de larges raies d'atomes faiblement ionisés.

### Distance
Sa vitesse par rapport au fond diffus cosmologique est de 9 940 ± 20 km/s, ce qui correspond à une distance de Hubble de 147 ± 10 Mpc (∼479 millions d'al).

### Brillance de surface
En raison d'une brillance de surface égale à 14,41 mag/am2, on peut qualifier NGC 3871 de galaxie à faible brillance de surface (LSB en anglais pour low surface brightness). Les galaxies LSB sont des galaxies diffuses (D) avec une brillance de surface inférieure de moins d'une magnitude à celle du ciel nocturne ambiant.